# Working Week
Working Week war eine britische Band des Acid Jazz, die 1983 von dem Gitarristen Simon Booth und dem Saxophonisten Larry Stabbins gegründet wurde. Die Sängerin Juliet Roberts war bei zahlreichen Aufnahmen dabei, andere Musiker wechselten häufiger.

## Histographie
Die Geschichte von Working Week begann 1982 in einem Tonstudio in London. Simon Booths Band Weekend spielte in diesem Studio gerade das Album View From Her Room ein, das später einer der Auslöser für die Jazz-Welle in der Londoner Clubszene Anfang der 1980er Jahre war. Da der Band eine Bläser-Gruppe fehlte, wurden die Saxophonisten Larry Stabbins und Olaf Vas für die Session engagiert. Die Zusammenarbeit verlief so gut, dass Stabbins bei allen folgenden Weekend-Auftritten mitspielte. Dennoch löste sich die Band im Frühjahr 1983 auf.
Auf einer Tour durch die Londoner Clubs kurz zuvor kam Booth eines Abends in den Jazzraum des Camden Palace Electric Ballroom, wo der DJ Paul Murphy das Weekend-Album View from Her Room aufgelegt hatte. Die Tanzfläche war voller junger Leute meist schwarzer Hautfarbe. Booth wurde über Nacht zu einer lokalen Größe und dachte über eine neue Band nach: sie sollte größer als Weekend sein, die Musik härter, aber auch politisch motiviert, jazz-basiert und vor allem tanzbar sein. Der Name der Band: Working Week.
Das erste Stück für Working Week war Venceremos. Es war in erster Linie für die Tänzer in den Londoner Clubs gedacht. Gleichzeitig thematisierte es aber auch die politische Situation in Lateinamerika und war dem chilenischen Liedermacher Victor Jara gewidmet, der von der dortigen Militärjunta umgebracht worden war. Mit diesem Stück wurde die Chile-Solidaritätskampagne unterstützt. Alle beteiligten Musiker spielten ohne Gage, und der Produzent Robin Millar sorgte für kostenlose Studiozeit. Die Platte wurde im August 1983 aufgenommen, aber vertragliche Probleme verzögerten die Veröffentlichung so lange, so dass sie erst 1984 erschien.
Der erste Auftritt von Working Week fand im legendären Wag Club statt, der zu der Zeit angesagten Londoner Location. Paul Murphy war DJ, die Leute vom Electric Ballroom brachten die Westend-Coolness ein und die Band improvisierte frei zu lateinamerikanischen Rhythmen. Die Sängerin bei diesem Auftritt war Leroy Osbourne. Beim dritten Auftritt der Band Anfang 1984 standen mehr Leute draußen vor dem Club, als sich drinnen drängten, und die Polizei musste gerufen werden, um den Menschenauflauf vor dem Eingangsbereich aufzulösen. Im März 1984 waren die vertraglichen Probleme beseitigt und Working Week bekam bei der Plattenfirma Virgin einen Vertrag. Im gleichen Monat gab es das erste große Konzert auf dem Camden Jazz Festival. Mitte Mai wurde die erste Single – der Bossa Nova Venceremos mit Tracey Thorn als Sängerin – veröffentlicht. Einige Aufregung verursachte dann die Maxisingle: sie war vom Tempo her doppelt so schnell, es gab ein Solo von Stabbins und vor allem dem 15-minütigen Film von Julien Temple – einem Ausschnitt aus Absolute Beginners. Und die (Musik-)Presse berichtete über eine neue junge Jazzszene in London.
Im Juli erschien die zweite Single Storm of Light, auf der Julie Tippetts sang. Stabbins und Booth schrieben unterdessen weitere Stücke für ein neues Album. Dafür sollte es aber die Vokalstelle fest besetzt werden. Corrine Drewery – die spätere Frontfrau von Swing Out Sister – wurde für einige Auftritte engagiert, jedoch kurz darauf durch Juliet Roberts ersetzt, die mit ihrem Soul- und Gospel-Background die perfekte Ergänzung darstellte. Bereits zwei Wochen später trat Roberts mit der Band auf, und kurz nahm man in den Powerplant Studios des Produzenten Robin Millar das Album Working Nights auf.
Eines der ersten Stücke dieser Sessions war Stabbins’ Stella Marina, ein Erfolg bei den Live-Auftritten, aus dem Booth und Stabbins ein Mega-Opus von 15 Minuten Länge auf 48 Spuren machten. Es sang Juliet Roberts und Jalal von den legendären New Yorker Last Poets (s. Hip-Hop) steuerte den Rap bei. Virgin-Boss Simon Draper schickte die Band allerdings sofort wieder ins Studio, um ein besser geeignetes Stück für eine Single-Auskopplung zu produzieren. Diese erste Single wurde Marvin Gayes Inner City Blues. Als Folge-Single wurde Sweet Nothing veröffentlicht, und die Band begann zu touren. Bei dieser Tournee spielte sie für einige Wochen meist an Universitäten, bevor es dann nach Deutschland ging. In Großbritannien waren die Rezensionen des Albums gut, in Deutschland enthusiastisch. Das führte dazu, dass Working Week in sehr vollen Clubs spielte. Den restlichen Sommer des Jahres 1985 tourte die Gruppe durch Europa, sowohl in Clubs als auch auf (Jazz-)Festivals, u. a. in Montreux. Einige Highlights des letztgenannten Auftritts erschienen auf der dritten Single Thought I'd Never See You Again.
Anschließend ging es nach Japan und – nach einer Erholungspause – erneut nach Deutschland. Diesmal fanden die Konzerte in großen Konzerthallen statt überfüllten Clubs statt. Wie andere britische Jazzbands vor ihnen hatte Working Week auf dem Kontinent mehr Erfolg als beim britischen Publikum.
Im Winter 1986 wurden die Stücke für das Album Companeros geschrieben und im Frühling im Townhouse-Studio zusammen mit dem Produzenten Ben Rogan aufgenommen. Als Single wurden Too Much Time, South Africa und Don't Touch My Friend ausgekoppelt. Aufgrund des internationalen Erfolgs war die Band meist auf Tournee. Den meisten Erfolg hatte sie bei jungen linken Intellektuellen, so dass es in Interviews mehr um politische und philosophische Fragen ging als darum, ob sie eine „richtige“ Jazzband wäre. Das nächste Land, das sie mit ihrer Musik erobern wollte, war Italien. Dies gelang ihnen bei einem großen Benefiz-Konzert für den Afrikanischen National Congress, das von Fillipo Bianchi – einem Bekannten von Stabbins – organisiert wurde. Außerdem bekamen sie die  Goldene Europa für ihr soziales Engagement.
Mit dem dritten Album – Surrender – war es an der Zeit für Veränderungen. Booth und Stabbins waren vom neuen Sound von Miles Davis – der oft auf den gleichen Festivals wie sie selbst spielte – beeindruckt. Das kommende Album sollte mehr funky und elektronischer sein und Roberts Soul-Einfluss sollte stärker zum Tragen kommen. Band-Manager Steve Baker machte den Vorschlag, das Album in New York mit einem amerikanischen Produzenten und amerikanischen Musikern aufzunehmen. Der Vorschlag stieß bei der Band zunächst auf gemischte Gefühle.
Das Album wurde von Carl Beatty produziert, und es waren einige der besten New Yorker Session-Musiker – von denen einige mit Miles Davis getourt waren – daran beteiligt. Es war in völlig anderem Stil gehalten: mehr afrokubanisch als brasilianisch, und das Schlagzeug kam aus dem Computer.
Im Sommer ging die Band wieder auf Tour. Der neue Stil kam in Italien gut an, und eine Tour durch Deutschland war wegen der Fernsehauftritte überflüssig. Daher spielte Working Week einige Male als Vorgruppe von Peter Gabriel in Stadien. Booth, Roberts und Stabbins wurden in das amerikanische Virgin-Hauptquartier bestellt, um mit dem dortigen Chef über das Album zu sprechen. Dieser – ein Afroamerikaner – war der Ansicht, dass eine Band mit einer schwarzen Sängerin und zwei weißen Musikern in den USA keine Chance hätten. Auf Grund des rigiden Formatdenkens würden weder weiße noch schwarze Radiostationen die Platte spielen. Daher würde nie ein Album in den USA veröffentlicht werden. Roberts verließ daraufhin im Winter 1988 die Band.
Nach einer längeren Schaffenspause fand eine Verhandlung mit Simon Draper (dem Virgin-Boss) über das kommende Album statt, wobei deutlich wurde, dass dieser „richtigen“ Jazz wolle und das Budget halbiert sei. In den Swanyard Studios entstand daraufhin auf Kosten der Band das vierte Album Fire from the Mountain mit Sängerin Julie Tippetts, die schon zuvor auf einigen Singles zu hören war. Ihr Ehemann, Pianist Keith Tippett, gastierte als Solist. Udo Lange (damals Chef von Virgin Deutschland), der die Bänder zu hören bekam, sandte sie umgehend an Simon Draper, und schon war Working Week wieder bei Virgin unter Vertrag.
Für das fünfte Album – Black and Gold – wurde wieder eine feste Sängerin gesucht und mit Eyvon Waite in der Klubszene von Dingwalls gefunden. Diesmal gab es eine Mischung aus Bläsersätzen, programmierten Rhythmen und Percussion zu hören. Das Ganze ging in Richtung Breakbeat. Das Album wurde 1991 veröffentlicht, und nach einer Pause von drei Jahren ging Working Week – vorwiegend in Europa – auf eine letzte Tournee.
Als der Filmemacher Mike Connolly im Sommer 2004 eine dreiteilige Dokumentation über die Geschichte des britischen Jazz drehte, führte er in deren Rahmen umfangreiche Interviews mit Stabbins und Booth. Am 12. Februar 2005 spielten Booth, Roberts und Stabbins mit einer komplett neuen jungen Band noch einmal im Barbican in London.

## Diskografie

### Studioalben
| Jahr | Titel          | Höchstplatzierung, Gesamtwochen, AuszeichnungChartplatzierungen (Jahr, Titel, Platzierungen, Wochen, Auszeichnungen, Anmerkungen) | Höchstplatzierung, Gesamtwochen, AuszeichnungChartplatzierungen (Jahr, Titel, Platzierungen, Wochen, Auszeichnungen, Anmerkungen) | Höchstplatzierung, Gesamtwochen, AuszeichnungChartplatzierungen (Jahr, Titel, Platzierungen, Wochen, Auszeichnungen, Anmerkungen) | Höchstplatzierung, Gesamtwochen, AuszeichnungChartplatzierungen (Jahr, Titel, Platzierungen, Wochen, Auszeichnungen, Anmerkungen) | Höchstplatzierung, Gesamtwochen, AuszeichnungChartplatzierungen (Jahr, Titel, Platzierungen, Wochen, Auszeichnungen, Anmerkungen) | Anmerkungen                          |
| Jahr | Titel          | DE | AT | CH | UK | US | Anmerkungen                          |
| ---- | -------------- | --- | --- | --- | --- | --- | ------------------------------------ |
| 1985 | Working Nights | DE23 (19 Wo.)DE | AT12 (14 Wo.)AT | CH12 (13 Wo.)CH | UK23 (9 Wo.)UK | — | Erstveröffentlichung: März 1985      |
| 1986 | Compañeros     | DE58 (3 Wo.)DE | — | — | UK72 (1 Wo.)UK | — | Erstveröffentlichung: September 1986 |

Weitere Alben
- 1987: Surrender
- 1988: Payday
- 1989: Fire in the Mountain
- 1991: Black and Gold
- 2015: May 1985

### Singles
| Jahr | Titel Album                                      | Höchstplatzierung, Gesamtwochen, AuszeichnungChartsChartplatzierungen (Jahr, Titel, Album, Platzierungen, Wochen, Auszeichnungen, Anmerkungen) | Anmerkungen                        |
| Jahr | Titel Album                                      | UK | Anmerkungen                        |
| ---- | ------------------------------------------------ | --- | ---------------------------------- |
| 1984 | Venceremos (We Will Win) Working Nights          | UK64 (3 Wo.)UK | Erstveröffentlichung: Mai 1984     |
| 1984 | Storm of Light Working Nights                    | UK88 (4 Wo.)UK | Erstveröffentlichung: Juli 1984    |
| 1985 | Inner City Blues Working Nights                  | UK93 (2 Wo.)UK | Erstveröffentlichung: Februar 1985 |
| 1985 | Sweet Nothing Working Nights                     | UK83 (3 Wo.)UK | Erstveröffentlichung: Mai 1985     |
| 1985 | I Thought I’d Never See You Again Working Nights | UK80 (6 Wo.)UK | Erstveröffentlichung: August 1985  |
| 1986 | Too Much Time Compañeros                         | UK94 (2 Wo.)UK | Erstveröffentlichung: August 1986  |
| 1991 | Positive Black and Gold                          | UK96 (1 Wo.)UK | Erstveröffentlichung: Februar 1991 |

Weitere Singles
- 1985: Stella Marina
- 1986: South Africa
- 1986: Rodrigo Bay
- 1986: Don’t Touch My Friend
- 1987: Surrender
- 1987: Largo
- 1988: Knocking On Your Door
- 1989: Eldorado
- 1989: Blade
- 1990: Testify
- 1991: Holding On